# Leningradit
Leningradit (IMA-Symbol Lng) ist ein sehr selten vorkommendes Mineral aus der Mineralklasse der „Phosphate, Arsenate und Vanadate“ mit der idealisierten chemischen Zusammensetzung PbCu3(VO4)2Cl2 oder in der kristallchemischen Strukturformelschreibweise PbCu3[Cl|VO4]2. Das Mineral ist damit chemisch gesehen ein Blei-Kupfer-Vanadat mit zusätzlichen Chloridionen.
Leningradit kristallisiert im orthorhombischen Kristallsystem, entwickelt allerdings nur winzige, grobkristalline, tafelige Rhomben und Flocken bis etwa 0,3 mm Größe sowie radialstrahlige bis kugelige Mineral-Aggregate von hellroter bis rötlichbrauner Farbe mit einem glasähnlichen Glanz auf den Oberflächen. Das Mineral ist im Allgemeinen undurchsichtig und nur in sehr dünnen Körnern (< 0,02 mm) durchsichtig mit goldroter Farbe. Auf der Strichtafel hinterlässt Leningradit einen orangeroten Strich.

## Etymologie und Geschichte
Erstmals entdeckt wurde Leningradit in den Fumarolenprodukten am Vulkan Tolbatschik, genauer am südwestlichen Kamm des zweiten Schlackenkegels auf der Halbinsel Kamtschatka im russischen Föderationskreis Ferner Osten. Die Mineralproben mit dem neu entdeckten Mineral wurden während der großen Spalteneruption (Great Fissure) 1975 bis 1976 am nördlichen Durchbruch gesammelt.
Nach Prüfung und Anerkennung des Minerals durch die International Mineralogical Association (interne Eingangs-Nr. der IMA: 1988-014) erfolgte die Publikation der Erstbeschreibung 1990 durch Lidija Pawlowna Wergassowa, Stanislaw K. Filatow, T. F. Semenova und V. V. Anan’yev, die das Mineral nach dem damaligen Namen der Stadt Sankt Petersburg (1924 bis 1991 Leningrad) benannten. Im Bergbaumuseum von Sankt Petersburg wurde auch das Typmaterial des Minerals unter der Sammlungs-Nr. 2003/1 hinterlegt.

## Klassifikation
Da der Leningradit erst 1988 als eigenständiges Mineral anerkannt wurde, ist er in der seit 1977 veralteten 8. Auflage der Mineralsystematik nach Strunz noch nicht verzeichnet.
Im zuletzt 2018 überarbeiteten und aktualisierten Lapis-Mineralienverzeichnis nach Stefan Weiß, das sich aus Rücksicht auf private Sammler und institutionelle Sammlungen noch nach dieser klassischen Systematik von Karl Hugo Strunz richtet, erhielt das Mineral die System- und Mineral-Nr. VII/B.28-060. In der „Lapis-Systematik“ entspricht dies der Klasse der „Phosphate, Arsenate und Vanadate“ und dort der Abteilung „Wasserfreie Phosphate, mit fremden Anionen F,Cl,O,OH“, wo Leningradit zusammen mit Attakolith, Bertossait, Crimsonit, Karminit, Khorixasit, Namibit, Natropalermoit, Paganoit, Palermoit, Peatit-(Y), Ramikit-(Y) und Sewardit die unbenannte Gruppe VII/B.28 bildet.
Die von der International Mineralogical Association (IMA) zuletzt 2009 aktualisierte 9. Auflage der Strunz’schen Mineralsystematik ordnet den Leningradit ebenfalls in die Abteilung der „Phosphate usw. mit zusätzlichen Anionen; ohne H2O“ ein. Diese ist allerdings weiter unterteilt nach der relativen Größe der beteiligten Kationen und dem Stoffmengenverhältnis der zusätzlichen Anionen zum Phosphat-, Arsenat beziehungsweise Vanadatkomplex, so dass das Mineral entsprechend seiner Zusammensetzung in der Unterabteilung „Mit mittelgroßen und meist großen Kationen; (OH usw.) : RO4 = 1 : 1“ zu finden ist, wo es als einziges Mitglied die unbenannte Gruppe 8.BH.65 bildet.
Auch die vorwiegend im englischen Sprachraum gebräuchliche Systematik der Minerale nach Dana ordnet den Leningradit in die Klasse der „Phosphate, Arsenate und Vanadate“ und dort in die Abteilung der „Wasserfreie Phosphate etc., mit Hydroxyl oder Halogen“ ein. Hier ist er als einziges Mitglied in der unbenannten Gruppe 41.05.17 innerhalb der Unterabteilung „Wasserfreie Phosphate etc., mit Hydroxyl oder Halogen mit (AB)2(XO4)Zq“ zu finden.

## Chemismus
Mithilfe von 10 Mikrosondenanalysen an fünf Leningradit-Körnern wurde eine durchschnittliche Zusammensetzung von 32,13 % PbO, 32,84 % CuO, 0,32 % ZnO, 26,22 % V2O5, 0,49 % As2O5, 9,60 % Cl und 2,17 % O ≡ Cl2 ermittelt. Unter der Annahme von 10 Anteilen O + Cl entspricht dies der empirischen Formel Pb1,01(Cu2,89Zn0,05)Σ=2,94[(V1,01As0,01)Σ=1,02O4]2(Cl1,90O0,10)Σ=2,00, die zu PbCu3(VO4)2Cl2 idealisiert wurde.

## Kristallstruktur
Leningradit kristallisiert orthorhombisch in der Raumgruppe Ibam (Raumgruppen-Nr. 72) mit den Gitterparametern a = 9,005(7) Å; b = 11,046(9) Å; c = 9,349(7) Å sowie 4 Formeleinheiten pro Elementarzelle.

## Eigenschaften
In Wasser ist Leningradit unlöslich. An der Luft ist er bis 425 ±25 °C stabil, darüber hinaus zerfällt er zu Vanadinit (Pb5(VO4)3Cl) und einigen Nebenprodukten.

## Bildung und Fundorte
Leningradit bildet sich als vulkanisches Sublimationsprodukt bei einer Temperatur von etwa 140 °C. Als Begleitminerale treten hier Anglesit, Hämatit, Lammerit und Tolbachit auf.
Außer an seiner Typlokalität am Vulkan Tolbatschik im Fernen Osten Russlands konnte das Mineral bisher nur noch im Krennbruch, einem Granit- und Pegmatit-Steinbruch bei Matzersdorf in der Gemeinde Saldenburg (Landkreis Freyung-Grafenau) in Deutschland entdeckt werden (Stand 2023).